# Саламанка (паровоз)
Саламанка — первый коммерчески успешный паровоз, построенный в 1812 году Мэттью Мюрреем из Лидса для Мидлтонской железной дороги, проходившей от Миддлтона до Лидса. Паровоз стал первым с двумя цилиндрами. Своё название он получил в честь победы герцога Веллингтона в битве при Саламанке, произошедшей в том же году.
Саламанка была также первым локомотивом с реечной передачей, использовавший запатентованную систему Джона Блекинсопа зубчатой железной дороги. Единственная зубчатая рейка была проложена с внешней стороны путей и задействовалась колесом с левой стороны паровоза. Зубчатое колесо приводилось в движение парными цилиндрами, встроенными в верхнюю часть котла. Поршни работали с передаточным рычагом, а не управлялись противоходом, как у большинства ранних паровозов. Эти двигатели проработали до 20 лет.
Всего было построено 4 таких паровоза. Первый, Саламанка, был уничтожен спустя 6 лет из-за взрыва котла. Согласно показаниям Джорджа Стефенсона, данным в парламентском комитете в ходе расследования происшествия, машинист неумело обращался с предохранительным клапаном котла.